# Nissim ben Jacob
Nissim ben Jacob (990-1062) també conegut com a Nissim Gaon o Rabeinu Nissim (en hebreu: רבנו נסים), va ser un rabí més conegut avui pel seu comentari talmúdic anomenat Ha-Mafteach.

## Biografia
El Rabí Nissim va estudiar en la Ieixivà de Kairuan, inicialment al costat del seu pare, Jacob ben Nissim, (el Rabí Yaakov Gaon), el qual havia estudiat sota el Rabí Hai Gaon, i després sota el Rabí Chushiel, el qual li va succeir com a cap de la ieixivà. Nissim alhora va esdevenir el nou cap de la ieixivà, i va era amic del Rabí Chananel ben Chushiel. El seu estudiant més famós és possiblement el Rabí Isaac Alfassi (el Rif). El Rabí Nissim va mantenir una activa correspondència amb el Rabí Hai Gaon, i amb el jueu Samuel HaNaguid. Joseph es va casar amb l'única filla del Rabí Nissim en l'any 1049.

## Obres literàries
- Séfer Mafteach: un comentari del Talmud. En el llibre Nissim identifica les fonts de la Mixnà i la literatura rabínica. L'autor esmenta la Tosefta, els Midraixim, Mekhilta, Sifré, Sifrà, i el Talmud de Jerusalem, les explicacions que prefereix l'autor en lloc del Talmud de Babilònia. Nissim no es limita a citar les seves referències, també discuteix les referències en relació amb el text, el seu treball és també un comentari. L'obra va ser escrita i dividida en diversos tractats, i va ser impresa en moltes edicions. Nissim també va escriure altres obres, algunes d'elles s'han perdut, però han estat esmentades per savis posteriors.
- Sidur Tefilà, un Sidur, (un llibre d'oració).
- Séfer ha-Mitzvot un llibre sobre els manaments (ara perdut).
- Hilkhot Lulav una obra polèmica contra els jueus caraites (ara perduda).
- Meguilat Setarim: una col·lecció de notes relatives a decisions legals, explicacions i midraixim, principalment un llibre d'anotacions per a ús privat de l'autor, va ser publicat pels seus alumnes, possiblement despues de la seva defunció.
- Séfer Maasiot: una col·lecció de contes formada per 60 llegendes, basades en els Midraxim, la Baraita, i els dos Talmuds.